# Thờ sinh thực khí

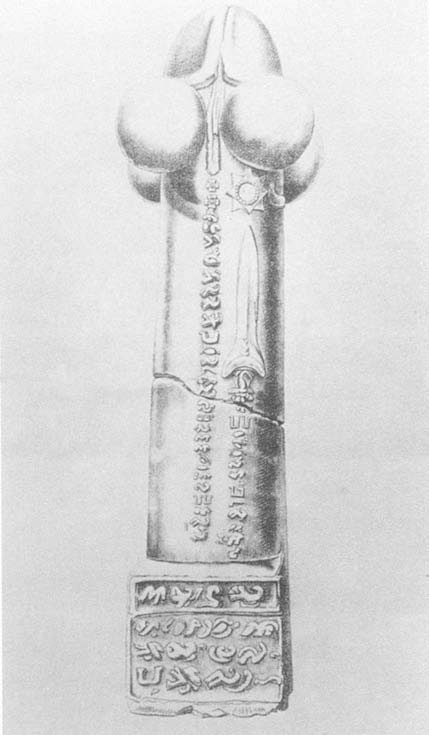
Linga biểu tượng trong tín ngưỡng phồn thực

Thờ sinh thực khí hay tín ngưỡng phồn thực là việc thờ cúng cơ quan sinh sản, sinh sản, quan hệ tình dục,.... Thờ cúng sinh thực khí là một  phần của tín ngưỡng dân gian của nhân loại, thờ cúng thiên nhiên. Nó đã xuất hiện từ thời xã hội nguyên thủy của con người, và vẫn có thể được nhìn thấy trong các nền văn hóa và tôn giáo khác nhau cho đến hiện tại.
Bởi vì con người cổ đại không thể hiểu được hành vi tình dục và hiện tượng sinh sản của chính họ, cho nên tạo cảm giác bí ẩn và kinh ngạc. Từ những khám phá khảo cổ học hiện đại, các hình thức thờ cúng sinh thực khí khác nhau có thể được tìm thấy trong các bức tượng, hình vẽ về các vị thần và nữ thần còn sót lại từ các nền văn hóa cổ đại khác nhau. Thờ sinh thực khí là một biểu tượng của sự sống và sáng tạo, và có thể được chia thành ba loại: thờ cúng khả năng sinh sản, thờ cúng bộ phận sinh dục và thờ cúng quan hệ tình dục.